# Euphyia rhodoseata
Euphyia rhodoseata är en fjärilsart som beskrevs av Felix Bryk 1940. Euphyia rhodoseata ingår i släktet Euphyia och familjen mätare. Inga underarter finns listade i Catalogue of Life.